# The Story of Miss Moppet
The Story of Miss Moppet, é um livro infantil britânico escrito e ilustrado por Beatrix Potter, e editado pela Frederick Warne & Co em Novembro de 1906. Beatrix nasceu em Londres em 1866, e entre 1902 e 1905 publicou uma série de livros infantis de pequeno formato pela Warne. Em 1906, decidiu experimentar um novo formato panorâmico em Miss Moppet o qual não agradou aos livreiros; a história foi reeditada em 1916 em pequeno formato.
Miss Moppet, a personagem principal da história, é uma pequena gata provocada por um rato. Enquanto o perseguia, ela bate com a sua cabeça num armário. Então, Miss Moppet prende um espanador na sua cabeça e senta-se junto a uma lareira "parecendo muito doente". A curiosidade do rato leva-o a aproximar-se da gatinha, e é capturado, "e porque o rato tinha provocado Miss Moppet—Miss Moppet pensa provocar o rato; o que não é muito simpático por parte de of Miss Moppet". Ela ata-o ao espanador e brinca com ele como se fosse uma bola. Contudo, o rato consegue escapar, e, mais afastado, dança em cima do armário.
Apesar de, em termos de crítica, The Story of Miss Moppet ser considerado um dos seus trabalhos menos elaborados, para os leitores mais novos é visto como uma introdução aos livros em geral, e ao mundo de Peter Rabbit em particular. A personagem Miss Moppet foi produzida em porcelana em 1954, e em boneco de peluche em 1973. O livro foi publicao em Braille, traduzido em sete línguas, e editado em formato electrónico em 2005. As primeiras edições no formato original estão presentes em alguns antiquários.